# ميخائيل بنسون
ميخائيل بنسون (بالإنجليزية: Michael Benson)‏ هو كاتب أمريكي، ولد في 31 مارس 1962 في ميونخ في ألمانيا.

## وصلات خارجية
- ميخائيل بنسون على موقع IMDb (الإنجليزية)
- ميخائيل بنسون على موقع قاعدة بيانات الفيلم (الإنجليزية)